# Benjamin Lincoln
Benjamin Lincoln (ur. 24 stycznia 1733 w Hingham, Massachusetts, zm. 9 maja 1810 tamże) – amerykański wojskowy, generał major Armii Kontynentalnej podczas wojny o niepodległość Stanów Zjednoczonych. Uczestniczył w oblężeniu Charleston. Oficjalnie zaakceptował poddanie się wojsk brytyjskich po oblężeniu Yorktown.

## Młodość

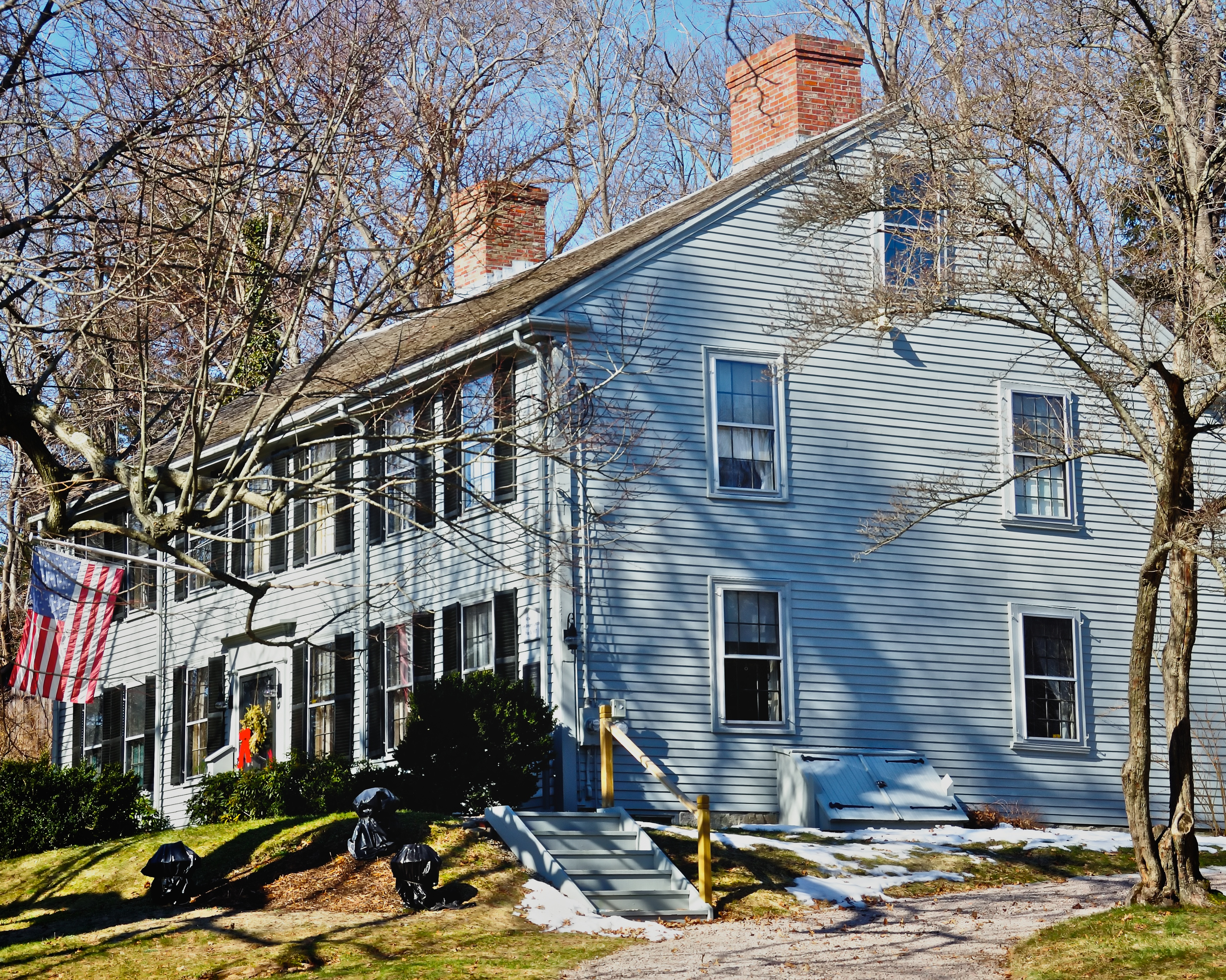
Dom Generała Benjamina Lincolna (ang. General Benjamin Lincoln House)

Lincoln urodził się 24 stycznia 1733 roku w Hingham, Massachusetts. Jego przodkowie jako pierwsi osiedlili się w Hingham (pierwszym był Thomas Lincoln "bednarz"). Młody Lincoln pracował w rodzinnym gospodarstwie oraz uczęszczał do miejscowej szkoły. Na Uniwersytecie Harvarda otrzymał stopień magistra. W 1756 roku (w wieku 23 lat) Lincoln poślubił Mary Cushing, córkę Eliasza Cushinga, którego przodkowie byli założycielami Hingham. Mieli jedenaścioro dzieci.
W ślad za ojcem wstąpił do miejscowego biura politycznego. W wieku 21 lat Lincoln stał się miejskim konstablem i w 1755 roku wstąpił do 3. Regimentu milicji Suffolku jako adiutant. W 1772 roku awansował do stopnia podpułkownika. Zdobył doświadczenie wojskowe, walczył w trzech głównych bitwach rewolucji amerykańskiej.
W lipcu 1775 roku Lincoln został wybrany na reprezentanta miasta Hingham, by pełnić funkcję w Generalnym Sądzie Massachusetts, organizowanym w Watertown na podstawie decyzji Kongresu Kontynentalnego. Ojciec Benjamina Lincolna, pułkownik Benjamin Lincoln, był członkiem Rady Jego Majestatu od 1753 do 1770 roku. Umarł w 1771 roku.

## Rewolucja amerykańska

### Teatr Północny (1776-78)
W 1776 roku Benjamin Lincoln awansował do generała brygady, a następnie do generała dywizji. Został dowódcą wszystkich oddziałów Massachusetts na obszarze Bostonu. Po brytyjskiej ewakuacji Bostonu, Lincoln dołączył do generała George’a Washingtona w Nowym Jorku i dowodził prawym skrzydłem w bitwie pod White Plains. W niedługim czasie, po działaniach bojowych przy Forcie Niepodległości (ang. Fort Independence), został mianowany generałem dywizji Armii Kontynentalnej.
W kwietniu 1777 roku został pokonany w bitwie pod Bound Brook przez dużo silniejszego wroga pod dowództwem lorda Cornwallisa. We wrześniu 1777, Lincoln dołączył do obozu Horatio Gatesa nieopodal Saratogi, by wziąć udział w bitwie pod Saratogą. Podczas następnej bitwy pod Saratogą, Lincoln doznał urazu kostki u nogi (trafił w nią pocisk wystrzelony z muszkietu).

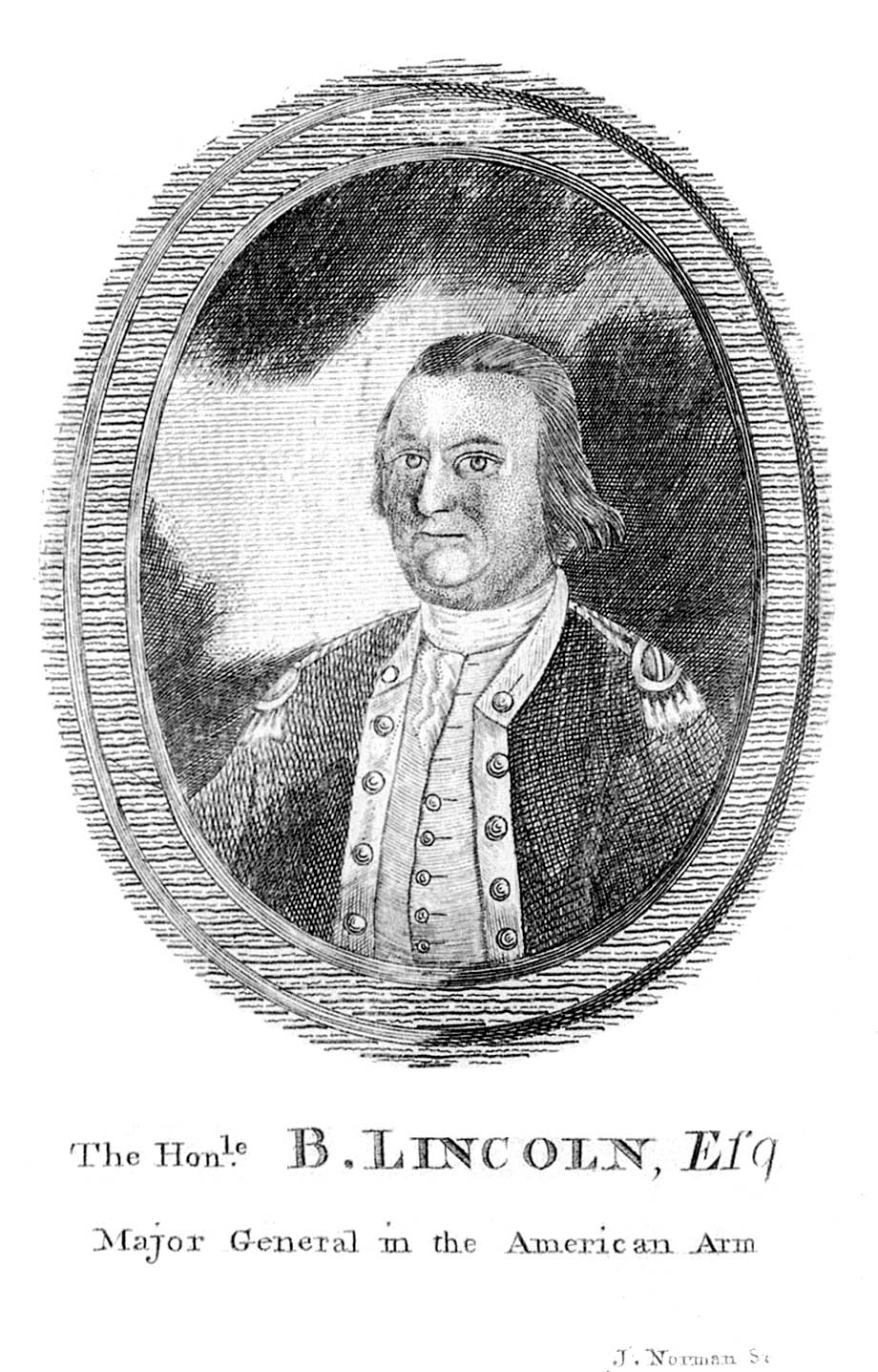

### Teatr Południowy (1778–1781)
Po powrocie do zdrowia, we wrześniu 1778, Lincoln został wyznaczony dowódcą Południowego Departamentu. 9 października 1779 roku uczestniczył w ataku na Savannah w stanie Georgia. Musiał wycofać się do Charleston w stanie Karolina Południowa, gdzie podjął się dowództwa nad garnizonem. W marcu miasto zostało otoczone przez pokaźną brytyjską siłę wysłaną z północnych kolonii. Po stosunkowo krótkim oblężeniu Lincoln został zmuszony do poddania się generałowi broni Henrykowi Clintonowi (dnia 12 maja 1780).
Lincoln pragnął zgromadzić więcej oddziałów. Jednak legislatura wolała rozpocząć negocjacje z brytyjskimi dowódcami i pozwolić brytyjskim siłom przejść przez Karolinę Południową.
Lincoln powrócił do głównej armii Washingtona, którą poprowadził na południe Wirginii i przyczynił się do kapitulacji Yorktown (19 października 1781). Tłumacząc się chorobą, lord Cornwallis nie wziął udziału w uroczystości poddania się. Wolał wysłać swojego zastępcę, irlandzkiego generała Charlesa O’Harę. W odpowiedzi, generał Washington nie zaakceptował szpady O’Hary i wysłał swojego podwładnego, Benjamina Lincolna, by ten przyjął kapitulację. 

(Więcej na ten temat znajdziesz w artykule: George Washington – Wojna o niepodległość)

### Sekretarz Wojny (1781–1783)
Od 1781 do późnych lat 1783 roku Lincoln pełnił funkcję pierwszego sekretarza wojny (ang. "Secretary of War"). Został wyznaczony przez Kongres Konfederacji, zgodnie z Artykułami Konfederacji.

## Okres powojenny

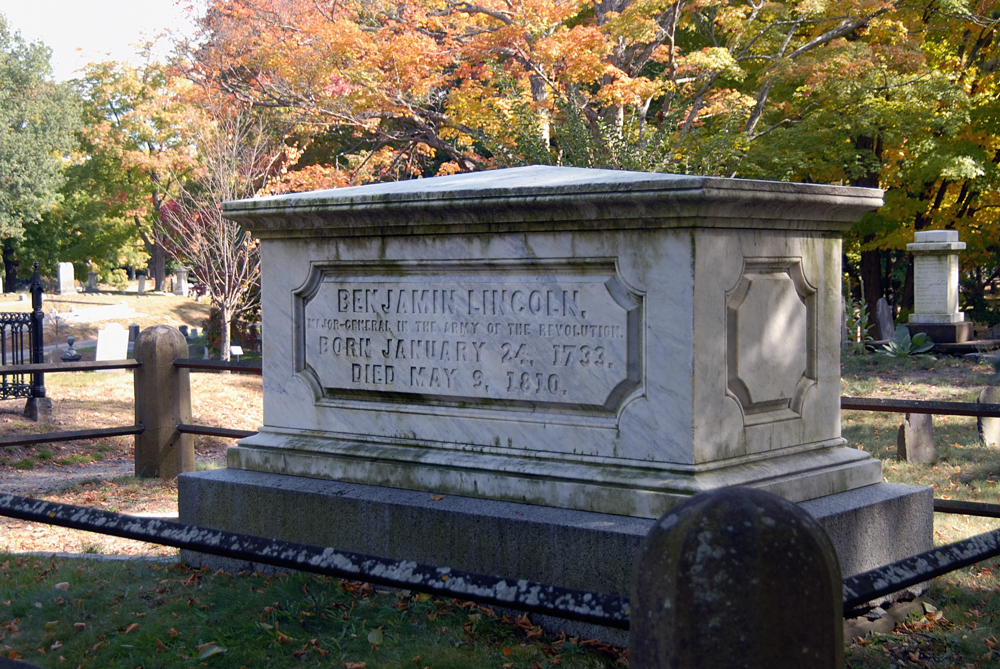
Grobowiec generała Benjamina Lincolna, cmentarz Hingham w Hingham, Massachusetts

W 1787 roku Lincoln był członkiem konwencji stanu Massachusetts, która ratyfikowała Konstytucję Stanów Zjednoczonych. We wczesnych latach 1787 roku Lincoln pomógł położyć kres powstaniu rolników (Bunt Shays). Powstanie skończyło się, kiedy milicja, pod wodzą generała dywizji Benjamina Lincolna, zaatakowała buntowników i zmusiła ich do poddania się.
Lincoln był jednym z dziesięciu mężczyzn, którzy otrzymali wyborcze głosy podczas pierwszych wyborów na prezydenta i wiceprezydenta Stanów Zjednoczonych.
Służył jako jeden z pierwszych powierników Akademii Derby, założonej w Hingham przez Sarah Hersey Derby.
Był aktywnym uczestnikiem życia publicznego m.in. jako zastępca gubernatora Massachusetts. Umarł w Hingham dnia 9 maja 1810 roku.

## Spuścizna
Benjamin Lincoln nie był przodkiem prezydenta Abrahama Lincolna i prawdopodobnie w ogóle nie był z nim spokrewniony (Abraham Lincoln wywodził się od Samuela Lincolna, podczas gdy generał Benjamin Lincoln od Thomasa Lincolna „bednarza”).
Generał Benjamin Lincoln został pochowany w Old Ship Burying Ground za Old Ship Church w Hingham. Mimo iż odgrywał znaczącą rolę podczas wojny, nie jest powszechnie rozpoznawalny.